# Ron Thomas
Ronald Morton Thomas, detto Ron (Louisville, 19 novembre 1950 – Louisville, 14 luglio 2018), è stato un cestista statunitense, professionista nella ABA.

## Carriera
Venne selezionato dai Seattle SuperSonics al sesto giro del Draft NBA 1972 (90ª scelta assoluta).

## Palmarès
- Campionato ABA: 1

Kentucky Colonels: 1975